# グラインドハウス
『グラインドハウス』（Grindhouse）は、2007年のアメリカ合衆国のアンソロジー映画。映画本編2本と、実在しない映画の予告編5本によって構成されている。

## 概要
グラインドハウスとは、エクスプロイテーション映画やB級映画などを2、3本立てで上映していたアメリカの映画館のこと。本作は、当時の上映作品の雰囲気を再現している。
アメリカでは、2007年4月6日に2本立ての『グラインドハウス』として2624館で公開され、週末興行成績で初登場4位になった。また、5月には『デス・プルーフ』のみ第60回カンヌ国際映画祭コンペティション部門に選ばれ上映された。

## プラネット・テラー
- 監督 - ロバート・ロドリゲス
- 出演 - ローズ・マッゴーワン、ブルース・ウィリス、フレディ・ロドリゲス

## デス・プルーフ
- 監督 - クエンティン・タランティーノ
- 出演 - カート・ラッセル、ヴァネッサ・フェルリト、ゾーイ・ベル

## 予告編
実在しない映画のための予告編である。

### マチェーテ
原題 Machete
- 監督 - ロバート・ロドリゲス
- 出演 - ダニー・トレホ、ジェフ・フェイヒー、チーチ・マリン

『グラインドハウス』公開後に、『マチェーテ』本編を制作することが発表された。

### ナチ親衛隊の狼女
原題 Werewolf Women of the SS
- 監督 - ロブ・ゾンビ
- 出演 - ウド・キア、シェリ・ムーン・ゾンビ、トム・トウルズ、シビル・ダニング、ビル・モーズリー、ニコラス・ケイジ

### Don't/ドント
原題 Don't
- 監督 - エドガー・ライト
- 出演 - マシュー・マクファディン、ケイティ・メルア、ジェイソン・アイザックス

### 感謝祭
原題 Thanksgiving
- 監督 - イーライ・ロス
- 出演 - ジョーダン・ラッド、マイケル・ビーン、ジェフ・フェイヒー、ティム・ロビンス

この架空の予告編は、後に実際に製作された。

## 公開
北米以外では、2本の本編は独立した映画『プラネット・テラー in グラインドハウス』（Planet Terror）と『デス・プルーフ in グラインドハウス』（Death Proof）として公開された。これらには『グラインドハウス』ではカットされていたシーンが加えられている。
『グラインドハウス』内の上映順は、以下の通り。
1. 予告編 - マチェーテ
2. 本編 - プラネット・テラー
3. 予告編 - ナチ親衛隊の狼女
4. 予告編 - Don't/ドント
5. 予告編 - 感謝祭
6. 本編 - デス・プルーフ

カナダなど一部の劇場では、グラインドハウス予告編コンテスト優勝作『ホーボー・ウィズ・ショットガン』も上映された。
日本では、アメリカ公開版『グラインドハウス』が同年8月24日から31日までの8日間限定でTOHOシネマズ 六本木ヒルズとTOHOシネマズ なんばの2館で公開された。その後、9月1日から『デス・プルーフ in グラインドハウス』が、9月22日から『プラネット・テラー in グラインドハウス』が公開された。

## 無断使用事件
小島プロダクション新作ゲームのティザーサイト（2009年5月18日公開、社内で製作）の素材として、グラインドハウス公式サイトの画像を無断使用していたことが発覚、コナミ広報部が謝罪した。